# Kyra Mladeck
Kyra Mladeck, auch Kyra Mladek, (* 1935 in Hamburg) ist eine deutsche Schauspielerin.

## Leben

### Ausbildung und Theater
Mladeck absolvierte ihre Schauspielausbildung in Hamburg. Sie hatte nach ihrer Ausbildung als Theaterschauspielerin zahlreiche Engagements an Bühnen in Deutschland und Österreich. Dort interpretierte Mladeck ein breites Repertoire, das Stücke von William Shakespeare, die deutschen Autoren der Klassik und Romantik, das Theater der Jahrhundertwende, aber auch Stücke der Moderne und des zeitgenössischen Theaters umfasste.
Ihre Karriere begann sie 1951 an den Städtischen Bühnen Nürnberg-Fürth unter der Intendanz von Karl Pschigode. 1952 wechselte sie an die Städtischen Bühnen Oberhausen, ehe sie 1953 nach Hamburg kam. Dort war sie, zunächst unter der Intendanz von Albert Lippert, später auch unter der von Gustaf Gründgens, in den 1950er Jahren festes Ensemblemitglied am Deutschen Schauspielhaus Hamburg. In der Spielzeit 1953/54 trat sie dort unter anderem in dem Theaterstück Die Lerche (Jeanne ou L'Alouette) von Jean Anouilh und in Schwanenweiss von August Strindberg auf. 1954/1955 war sie dort in Der Unbestechliche zu sehen. In der Spielzeit 1954/55 verkörperte sie die Lena in Georg Büchners Lustspiel Leonce und Lena an der Seite von Boy Gobert als Leonce. 1955 übernahm sie, unter der Regie von Gustaf Gründgens, an der Seite von Anneliese Römer, die Lucile Blanchard in Jean Giraudoux’ nachgelassenem Stück Um Lucretia. 1955 spielte sie mit Gerd Baltus und Edda Seippel in Die Ratten. Im September 1955 übernahm sie, wieder unter der Regie von Gründgens, die Rolle der Hjördis Lundborg in der Uraufführung des Theaterstücks Das kalte Licht von Carl Zuckmayer; ihr Partner als Sir Elwin war Werner Hinz. In der Spielzeit 1955/56 folgte eine weitere Zusammenarbeit mit Gründgens: Mladeck spielte die Lady Mortimer in Gründgens' Inszenierung von Shakespeares Historiendrama Heinrich IV., mit den Schauspielkollegen Will Quadflieg, Richard Münch, Hermann Schomberg und Lotte Brackebusch. Später spielte Mladeck auch unter der Regie von Fritz Kortner am Deutschen Schauspielhaus, so 1969 die Sophie Beaumarchais in dessen Clavigo-Inszenierung.
In der Spielzeit 1956/57 spielte sie, in einer Inszenierung von Lothar Müthel am Theater in der Josefstadt in Wien die Ophelia in Hamlet an der Seite des jungen Oskar Werner. In der Spielzeit 1958/59 trat sie in Friedrich Schillers Trauerspiel Die Verschwörung des Fiesco zu Genua in einer Inszenierung von Gustav Rudolf Sellner mit u. a. Rolf Henniger, Anneliese Römer, Rudolf Fernau und Lothar Blumhagen am Schiller-Theater Berlin auf. Unter Sellners Regie verkörperte sie auch 1959 bei den Ruhrfestspielen in Recklinghausen die Miranda in Shakespeares Spätwerk Der Sturm; ihre Partner waren Bernhard Minetti (Prospero), Peter Arens (Ariel) und der junge Michael Heltau (Ferdinand). 1968 spielte sie bei den Ruhrfestspielen die Cassandra in Troilus und Cressida unter der Regie von Hans Quest; diese Inszenierung wurde auch für das Fernsehen aufgezeichnet.
Mladeck hatte außerdem Engagements am Staatstheater Hannover, am Schauspiel Köln (Spielzeit 1963/64, als Eve in Der zerbrochne Krug, Partner: Kaspar Brüninghaus als Dorfrichter Adam, Angela Salloker als Marthe Rull), am Schauspielhaus Bochum, am Residenztheater in München (Spielzeit 1958/59: Angela in dem Märchenspiel König Hirsch von Carlo Gozzi und Ismene in Antigone; 1967 Gastspiel als Natalie in Der Prinz von Homburg) und an den Münchner Kammerspielen (Spielzeit 1973/74 in Die Wupper von Else Lasker-Schüler in der beachteten Inszenierung von Adolf Dresen, Spielzeit 1976/77 in Sonntagskinder von Gerlind Reinshagen, Spielzeit 1981/82 als Therese in Maria Magdalena).
Mehrfach ging Mladeck mit Theaterstücken auf Tournee, so 1984 mit Wassa Schelesnowa von Maxim Gorki in einer Produktion des Tournee-Theaters Euro-Studio Landgraf; in dieser Inszenierung spielte Mladeck die Rolle von Wassas Schwiegertochter Rachel, an der Seite von Inge Meysel in der Titelrolle. Die Inszenierung wurde vom ZDF auch für das Fernsehen aufgezeichnet. 1997 war Mladeck mit dem Stück Der letzte Yankee von Arthur Miller auf Tournee; in einer Inszenierung, die zuvor auch im Berliner Renaissance-Theater zu sehen war, waren Günter Lamprecht und Claudia Amm ihre Partner. 2010 war Mladeck in einer Bühnenfassung von Anna Gavaldas Roman Zusammen ist man weniger allein als Großmutter Paulette in einer Tourneeinszenierung des a.gon Tourneetheaters gemeinsam mit Silvia Seidel zu sehen.

### Filmrollen
Seit den 1970er Jahren war Mladeck regelmäßig auch in Kinofilmen zu sehen, meist in anspruchsvollen Produktionen und Literaturverfilmungen. Unter der Regie von Ingmar Bergman spielte sie die Miss Dorst in dem Filmdrama Das Schlangenei (1977). In Hark Bohms Film Moritz, lieber Moritz (1978) war sie als Frau Struckmann die mit wirtschaftlichen und finanziellen Sorgen kämpfende Mutter des Titelhelden. Als Baronin von Köckwitz verkörperte sie in der Romanverfilmung Das Spinnennetz (1989) die Ehefrau eines ostelbischen Großgrundbesitzers. 1994 übernahm sie die Rolle der Mrs. Brinkmann in dem Kinderfilm Charlie & Louise – Das doppelte Lottchen von Joseph Vilsmaier. 1997 spielte sie die Rolle des alt gewordenen Dienstmädchens Ilse in dem Liebesfilm Aimée & Jaguar, das sich in einem Altenheim gemeinsam mit Lilly Wust an die Berliner Zeit während des Nationalsozialismus zurückerinnert. In der deutsch-slowakischen Kino-Koproduktion Rückkehr der Störche (2007), einem Liebesdrama und Roadmovie, zeichnete Mladeck ein berührendes Porträt der alten Großmutter Magdalena, die in das Dorf Runina in der Slowakei zurückgekehrt ist, den Ort ihrer Kindheit, um dort mit ihrer Jugendliebe den Lebensabend zu verbringen.

### Fernseharbeiten
Seit den 1950er Jahren war Mladeck auch in Fernsehfilmen und Fernsehserien zu sehen; häufig spielte sie auch hier in Literaturverfilmungen und in Fernsehbearbeitungen von Theaterstücken. Zu ihren frühen Fernseharbeiten gehört die Titelrolle in Jean Giraudoux' Theaterstück Undine (1955) in einer Produktion des Südwestfunks. 1978 war sie in einer Fernsehfassung von Henrik Ibsens Drama Die Stützen der Gesellschaft als Martha Berneck zu sehen; sie spielte darin die in ihrem Lebensentwurf gescheiterte Schwester des Konsuls Berneck.
In dem Bella Block-Krimi Abschied im Licht (2000) spielte sie die betagte, an Demenz leidende und sich in ihre eigene Welt zurückziehende Frau Busch. In dem Fernsehkrimi Tödliches Vertrauen (2002) verkörperte sie die Rentnerin Elisabeth Kortens, deren Tochter Opfer eines Verbrechens wurde. In der Fernsehkomödie Das schönste Geschenk meines Lebens (2003) spielte sie die, an der Seite von Jutta Speidel, die anspruchsvolle und fordernde Mutter der weiblichen Hauptrolle. 2007 war sie in dem Fernsehdrama Sie ist meine Mutter als starrköpfige, uneinsichtige Edith zu sehen; sie spielte eine ehemalige Mitarbeiterin des nationalsozialistischen Lebensborn-Projekts, die sich in der Auseinandersetzung mit ihrer Tochter, gespielt von Thekla Carola Wied, weigert, Verantwortung für ihr Handeln zu übernehmen.
Das ZDF verpflichtete Mladeck für zwei Großmütter-Rollen in den Fernsehreihen Rosamunde Pilcher und Im Tal der wilden Rosen. In Wind über der See (2007) übernahm sie die Rolle der Großmutter Emily Peters, die mit ihrer Enkelin, der Meeresbiologin Jenny Peters, gespielt von Sophie Wepper, zusammenlebt. In Herz im Wind spielte sie die Rolle der Großmutter Gladys Cross, die die Liebe ihres Enkels zu ihrer Gesellschafterin verschmitzt-liebevoll unterstützt. In der Weihnachtskomödie Oh Tannenbaum (2007) verkörperte sie, erneut neben Jutta Speidel, die extra aus der Nähe von Kassel zum Weihnachtsfest angereiste Urgroßmutter Ingrid Knittel, die sich nach einem Wasserrohrbruch im Mietshaus der Tochter gemeinsam mit ihrer Tochter, dem Enkel und anderen Hausbewohnern kurzerhand bei dem für den Wasserschaden verantwortlichen Hausbesitzer Dr. Wagner einquartiert und dort den Heiligen Abend feiert. In der Filmbiografie Dr. Hope – Eine Frau gibt nicht auf (2010) spielte sie die Kaiserin Augusta, mit deren Hilfe es der Ärztin Hope Bridges Adams Lehmann gelingt, zum Examen zugelassen zu werden. 2011 war sie im ZDF in dem Fernsehfilm Für immer Frühling zu sehen; sie spielte, an der Seite von Simone Thomalla, die kleine Rolle einer alten Patientin in einem Münchner Krankenhaus. Im 1. und 2. Teil des Fernsehdreiteilers Tannbach – Schicksal eines Dorfes (2015) spielte Mladeck die Rolle der Wirtschafterin und Haushälterin Johanna, die sich nach der im Rahmen der Bodenreform in Deutschland erfolgten Enteignung des Rittergutes erhängt. In dem Fernsehfilm Tiefe Wunden (2015) aus der ZDF-Taunuskrimireihe spielte sie die Großmutter Auguste Nowak, die sich gemeinsam mit ihrem Sohn und ihrem Enkel für ein erlittenes Familienunrecht rächt.
Mladeck wirkte auch in mehreren Fernsehserien mit, unter anderem in Hamburg Transit (1972), Regina auf den Stufen (1990), Unsere Hagenbecks (1992), Gegen den Wind (1995), Der König (1995) und Großstadtrevier (1998). In der Krimiserie SOKO 5113 spielte sie von 1978 bis 1989 die Frau des Kommissars Karl Göttmann.
In der Lindenstraße hatte sie 2009 eine Serienrolle als Mimi Krüger, eine Freundin der Serienfigur Hilde Scholz, in deren Wohnung sie dann auch stirbt. 2011 war sie in der ZDF-Krimiserie Notruf Hafenkante in einer Episodenhauptrolle zu sehen. Sie verkörperte, an der Seite von Uwe Friedrichsen, den weiblichen Part eines alten, kriminellen Rentnerpärchens.

### Hörspiele und Privates
Mladeck war auch als Sprecherin von Hörspielen tätig. Beim Süddeutschen Rundfunk übernahm sie 1978 die Rolle der Brangäne in einer Lesung des Textes von Richard Wagners Musikdrama Tristan und Isolde. 1982 wirkte sie in einer Koproduktion des Süddeutschens und des Westdeutschen Rundfunks in der Rolle der Frau Jetzer in dem Hörspiel Blaubart nach der Erzählung von Max Frisch mit.
Mladeck ist Mitglied der Deutschen Akademie der Darstellenden Künste. Mladeck lebt in München.

## Filmografie (Auswahl)
- 1955: Undine
- 1969: Troilus und Cressida (Theateraufzeichnung)
- 1970: Clavigo (Theateraufzeichnung)
- 1972: Hamburg Transit (Fernsehserie, Folge Rückflug in den Tod)
- 1972: Tatort – Rechnen Sie mit dem Schlimmsten (Fernsehreihe)
- 1973: Bauern, Bonzen und Bomben (Fernsehfünfteiler)
- 1974: Motiv Liebe (Fernsehserie, Folge Klassenreise)
- 1975: Tatort – Mordgedanken
- 1976: Der Anwalt (Fernsehserie, Folge Dreckiger Ausländer)
- 1977: Das Schlangenei
- 1978: Tatort – Schlußverkauf
- 1978: Moritz, lieber Moritz
- 1978: Stützen der Gesellschaft (Fernsehinszenierung)
- 1978–1979: Kläger und Beklagte (Fernsehreihe)
- 1978–1989: SOKO 5113 (Fernsehserie, 21 Folgen)
- 1979: Drei Freundinnen
- 1979: Die Protokolle des Herrn M. (Fernsehserie, Folge Eine Frau kommt nicht an)
- 1981: Das Ende vom Anfang
- 1982: Zeit genug (Fernsehserie, Folge Das Marinefest)
- 1983: Die Rückkehr der Träume
- 1988: Tatort – Programmiert auf Mord
- 1989: Das Spinnennetz
- 1989: Zwei Münchner in Hamburg (Fernsehserie, 2 Folgen)
- 1990: Regina auf den Stufen (Fernsehserie)
- 1991: Das Heimweh des Walerjan Wróbel
- 1992: Unsere Hagenbecks (Fernsehserie, Folge Alarm im Tierpark)
- 1994: Charlie & Louise – Das doppelte Lottchen
- 1995: Gegen den Wind (Fernsehserie, Folge Herzschmerz)
- 1995: Der König (Fernsehserie, Folge Die zwölfte Nonne)
- 1998: Großstadtrevier (Fernsehserie, Folge Alles wird gut)
- 1998: Rosamunde Pilcher – Magie der Liebe (Fernsehreihe)
- 1999: Aimée & Jaguar
- 2000: Bella Block: Abschied im Licht (Fernsehreihe)
- 2002: Der Ermittler (Fernsehserie, Folge Mädchenmord)
- 2002: Tödliches Vertrauen
- 2003: Alphateam – Die Lebensretter im OP (Fernsehserie, Folge Alte Geschichten)
- 2003: Tatort – Die Liebe der Schlachter
- 2003: Das schönste Geschenk meines Lebens
- 2005: Kometen
- 2006: Sie ist meine Mutter
- 2007: Rückkehr der Störche
- 2007: Rosamunde Pilcher – Wind über der See
- 2007: Im Tal der wilden Rosen: Herz im Wind (Fernsehreihe)
- 2007: Oh Tannenbaum
- 2009: Lindenstraße
- 2010: Dr. Hope – Eine Frau gibt nicht auf
- 2010: Masserberg
- 2011: Notruf Hafenkante (Fernsehserie, Folge Schlangenbiss)
- 2011: Für immer Frühling
- 2013: Schwestern
- 2015: Tiefe Wunden – Ein Taunuskrimi (Fernsehreihe)
- 2015: Tannbach – Schicksal eines Dorfes (Fernsehdreiteiler)
- 2015: Tiefe Wunden – Ein Taunuskrimi
- 2016: Das Tagebuch der Anne Frank